# Bibliothèque Oscar-Niemeyer
La bibliothèque Oscar Niemeyer est une bibliothèque située au 2, place Niemeyer au Havre. Elle occupe une partie de l’ensemble architectural « Espace Oscar Niemeyer » construit par l’architecte du même nom entre 1978 et 1982 et rénové à partir de 2011 par l’agence d'architecture Dominique Deshoulières et Hubert Jeanneau auxquels est associée Françoise Sogno pour la bibliothèque. Inaugurée le 2 novembre 2015, elle a reçu le prix Livres Hebdo de l’Espace intérieur en 2016.
Conçue comme une bibliothèque tiers lieu, la bibliothèque Oscar Niemeyer constitue l’une des figures de proue du réseau de lecture public havrais, fonctionnant en binôme avec la bibliothèque Armand Salacrou. Elle dispose d’une surface de 5 270 m2, dont 4 000 m2 accessibles au public, comprenant le bâtiment du Petit Volcan et une partie de l’ancienne galerie qui le relie au grand Volcan. En 2018, elle met à la disposition du public 116 000 documents, 600 places de consultation et 125 postes informatiques, dont 50 tablettes numériques.

## Historique
Le projet de construction de l’espace Oscar Niemeyer est initié en 1972 par André Duroméa, maire PCF du Havre. Il s’agit alors de concevoir de nouveaux locaux pour accueillir la maison de la culture du Havre, la première de France, inaugurée le 24 juin 1961 par André Malraux et jusqu’à lors hébergée dans le musée d’art moderne. L’architecte brésilien Oscar Niemeyer, réfugié en France, est choisi pour le projet, notamment en raison de son engagement communiste,.   
Les plans de l’ensemble architectural sont présentés en 1974 et prévoient la construction d’une salle de spectacle, une salle polyvalente et des locaux divers sur le site de l’ancien Grand Théâtre du Havre, place Gambetta. Les travaux débutent en 1978 et s’achèvent 4 ans plus tard, l’espace Oscar Niemeyer étant inauguré le 18 novembre 1982 par André Duroméa, en présence de Jack Lang, ministre de la Culture,,.   
Mal-aimé des Havrais, l’espace Oscar Niemeyer vieillit et est peu à peu délaissé,,. En 2010, la Ville du Havre lance un projet de rénovation, avec l’accord d’Oscar Niemeyer, comprenant la rénovation de la salle de spectacle du Volcan et la transformation en bibliothèque du Petit Volcan et d’une partie des locaux annexes. Cette restructuration est assurée par Dominique Deshoulières et Hubert Jeanneau, architectes mandataires, aidés de Françoise Sogno, architecte associée,. La rénovation de l’ensemble architectural s’achève en 2015, pour un coût de 60 millions d’euros, dont 78 % financés par la ville.   
La bibliothèque est inaugurée le 2 novembre 2015 par Édouard Philippe, maire du Havre,.

## Architecture et aménagement

### Extérieur du bâtiment
La bibliothèque Oscar Niemeyer est implantée au cœur du centre-ville reconstruit du Havre, œuvre de l’architecte Auguste Perret inscrite au patrimoine mondial de l’UNESCO depuis 2005. Caractérisée par ses volumes et ses trajectoires courbes, elle est constituée du bâtiment dit « Petit Volcan » ainsi que des anciens locaux annexes, reliés au grand Volcan par une galerie vitrée couverte,.  
Une partie de la bibliothèque se situe sous la chaussée, l’entrée se faisant par la Place Oscar Niemeyer, dite « place basse » car creusée 4 mètres au-dessous du niveau de la ville. Vus du ciel, les contours de cette place évoquent la forme d’une colombe,,.
Le Petit Volcan est caractérisé par une enveloppe béton banché en coque parabolohyperboloïdique peinte en blanc,. Ses murs sont percés au niveau du deuxième étage par une trentaine d’ouvertures vitrées verticales en forme d’hexagones irréguliers. Les travaux de réaménagement de 2015 ont remplacé le plafond d’origine par une verrière.

### Intérieur du bâtiment

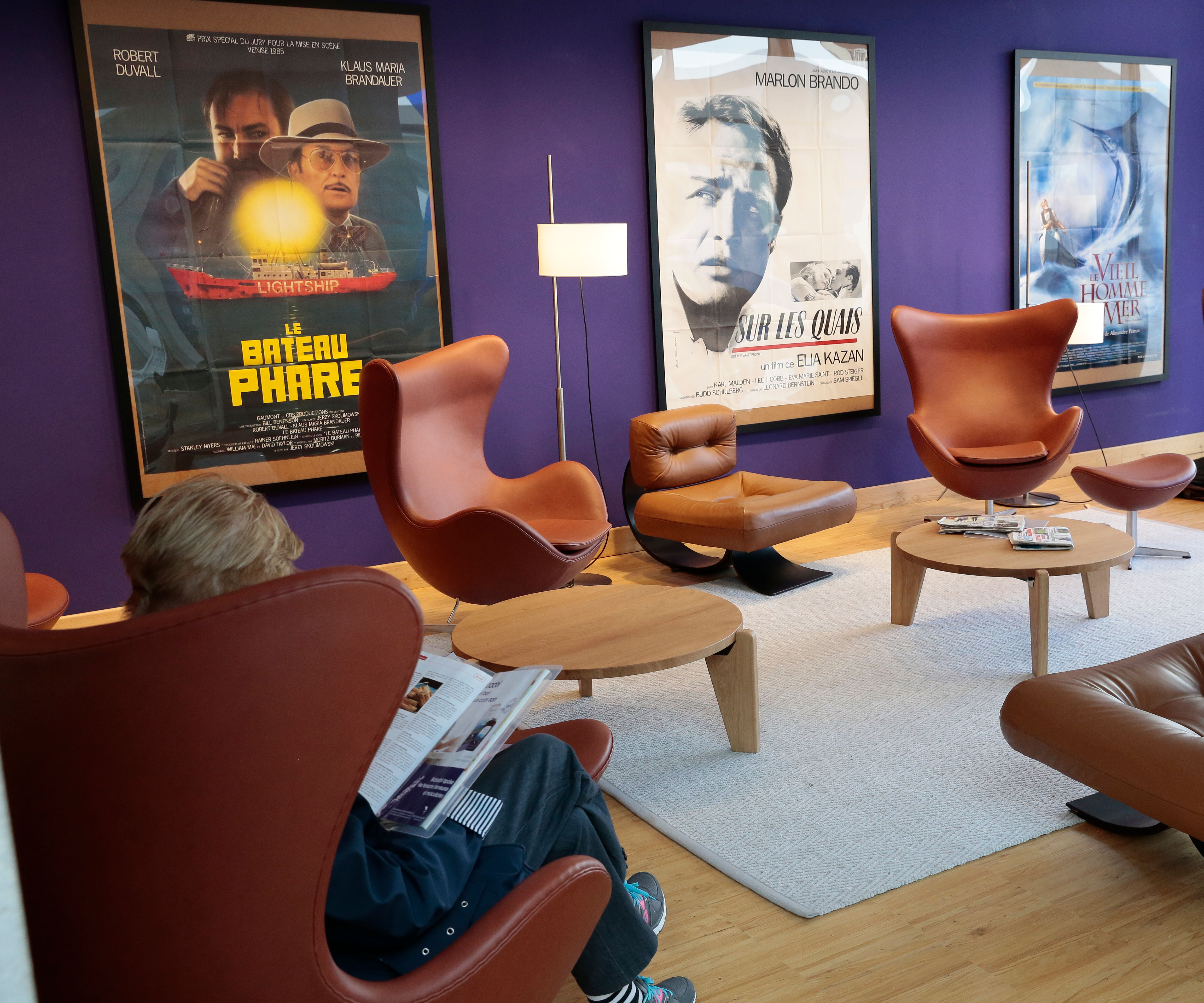
Le salon Niemeyer, au rez-de-chaussée de la bibliothèque

Les parois intérieures de la bibliothèque sont dotées de murs en béton planche originels, peints ou vernis, percés par endroits d’ouvertures rectangulaires et circulaires en forme de hublots. Les couleurs dominantes sont le jaune citron et le bleu violet. Le sol est revêtu de parquet en bois de châtaignier sur chants et le mobilier d’agencement est en bois de wengé.
La bibliothèque Oscar Niemeyer a reçu le prix Livres Hebdo de l’Espace intérieur en 2016.

#### Rez-de-chaussée

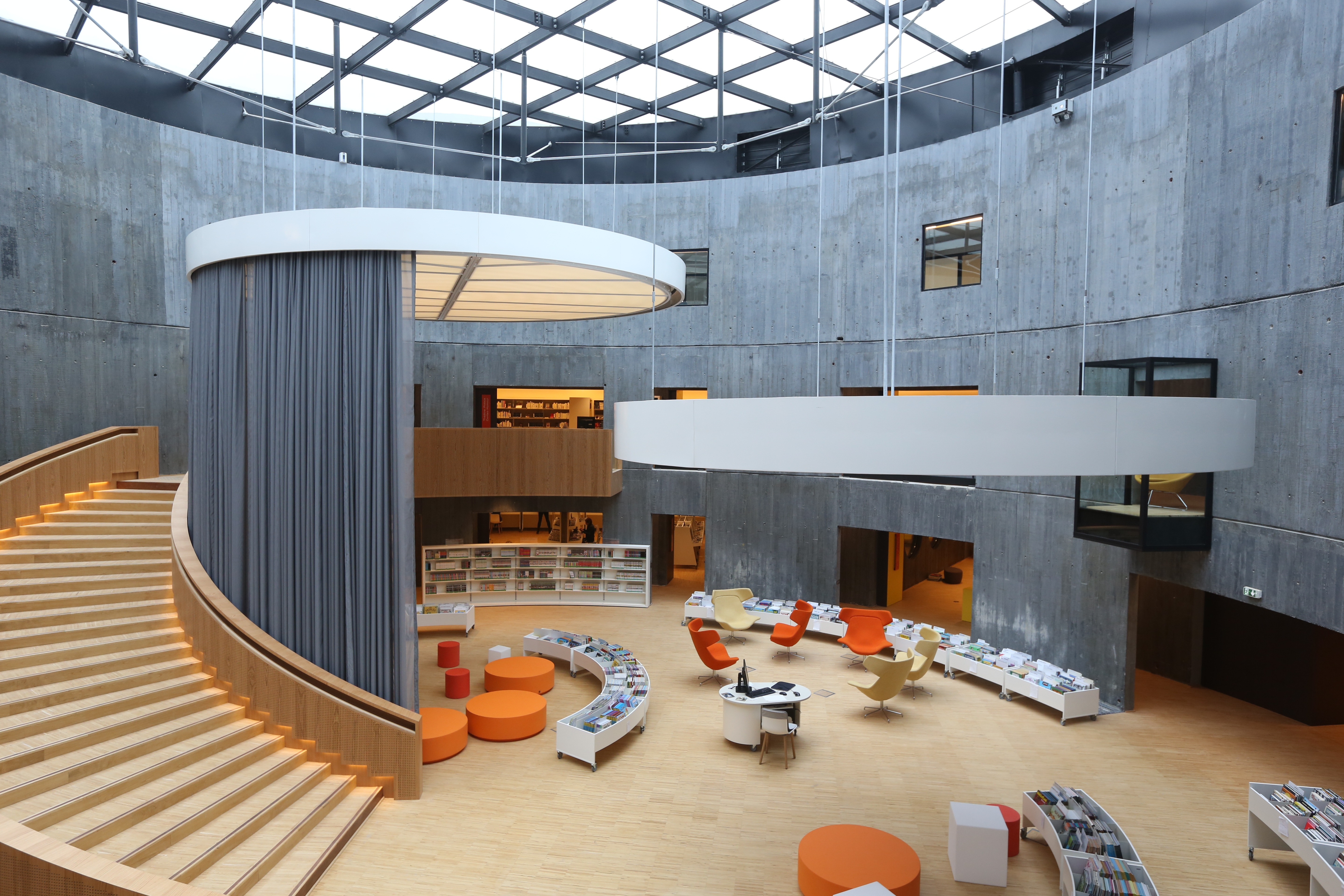
Atrium de la bibliothèque (intérieur du Petit Volcan)

Le rez-de-chaussée de la bibliothèque est constitué d’un vaste espace ouvert allant de l’entrée jusqu’à l’atrium du Petit Volcan. Cet espace comprend le point d’accueil principal, le café de la bibliothèque, le salon Niemeyer et ses fauteuils dessinés par Oscar Niemeyer et par le designer Arne Jacobsen, un salon presse aménagé sous une verrière et rappelant un jardin d’hiver, un espace destiné à l’écoute de contes, ainsi que les sections documentaires consacrées aux biographies, à l’emploi et la formation, aux loisirs et à la vie pratique, à l’enfance et à la jeunesse, et aux arts et techniques. À cet espace ouvert s’ajoutent des salles fermées, dotées de vitrines et destinées au travail au calme et à l’animation,,.
L’espace du rez-de-chaussée peut-être découpé en deux sections délimitées par des grilles montées sur un châssis à galandage, permettant une ouverture partielle du bâtiment en début et fin de journée,.

#### Le Petit Volcan
Le Petit Volcan s’élève sur trois niveaux, dont deux sont accessibles au public, le deuxième étage accueillant les bureaux de la structure. Le rez-de-chaussée comprend un atrium de 20 mètres de diamètre et 10 mètres de hauteur, consacré aux bandes dessinées et entouré d’une coursive circulaire desservant les sections musique, cinéma et sciences humaines. C’est dans l’atrium que se trouve l’escalier principal menant au premier étage,.
La coursive du premier étage circule autour de l’espace de l’atrium et est percée d’ouvertures rectangulaires donnant sur celui-ci. Certaines sont agrémentées de niches vitrées, dans lesquels des fauteuils ont été disposés pour le visiteur. La coursive dessert l’espace consacré aux littératures, ainsi que les sections romans policiers, science-fiction et fantasy, livres audio et livres en gros caractères,.

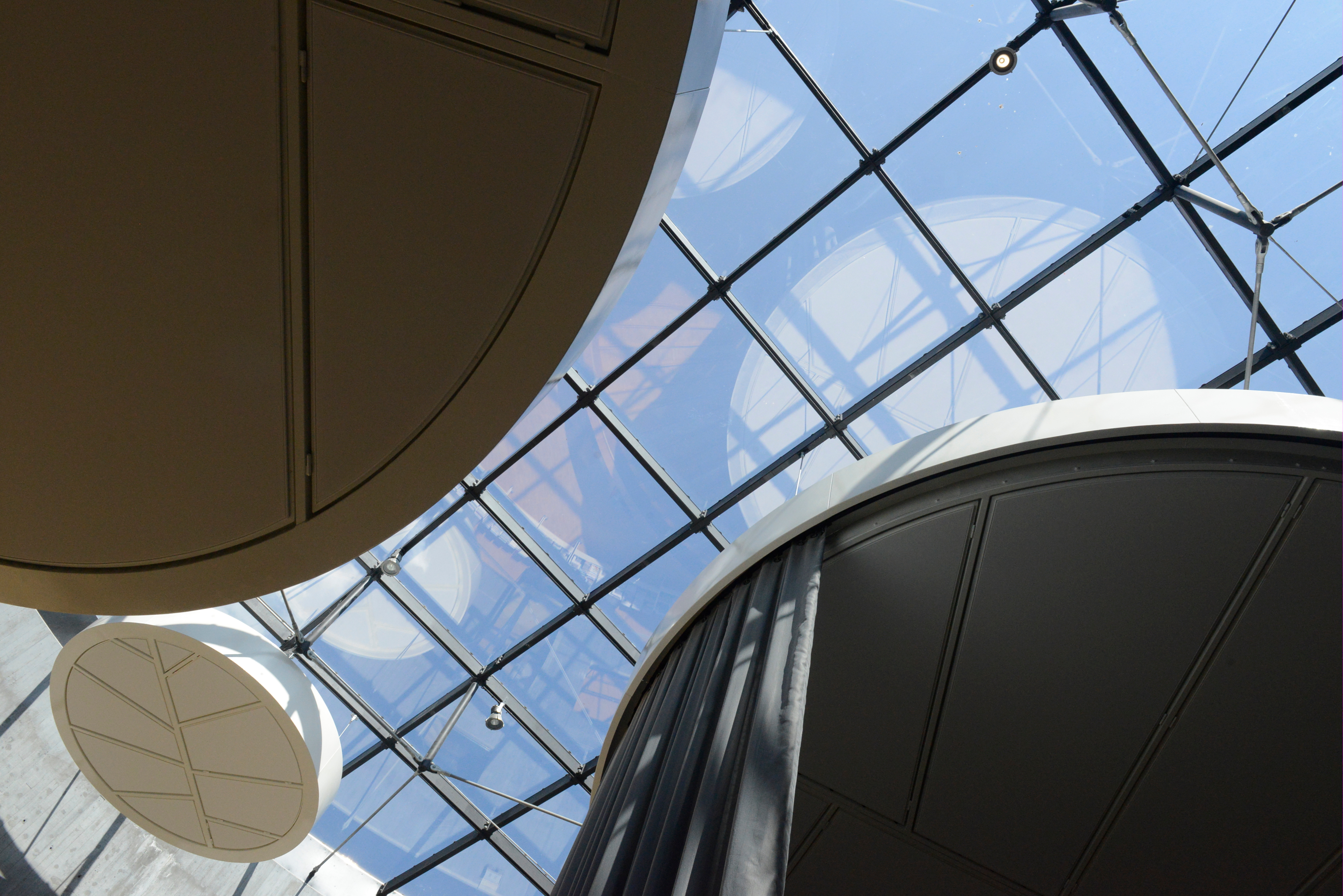
Verrière du Petit Volcan (vue du dessous)
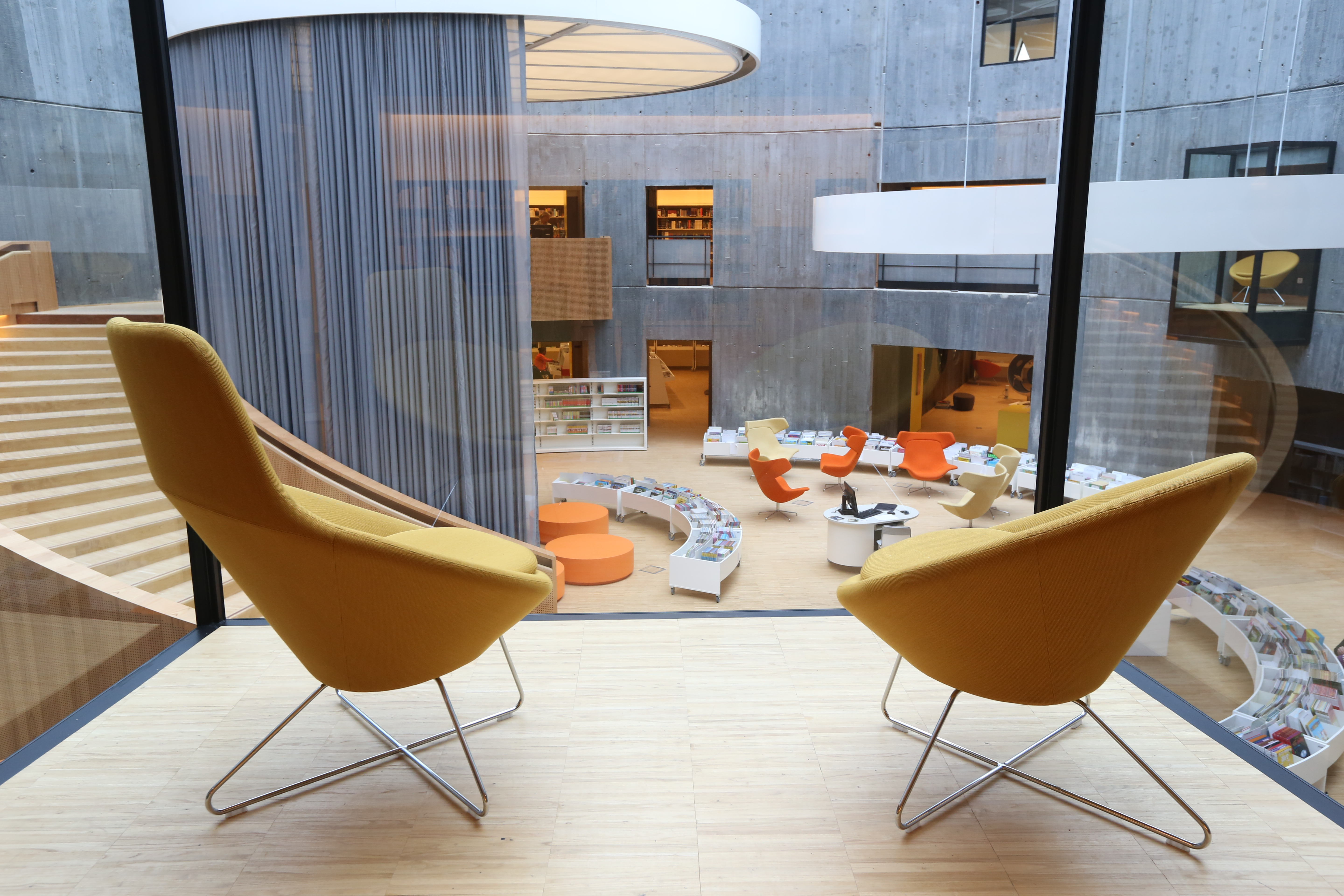
Atrium de la bibliothèque, vu du premier étage du Petit Volcan
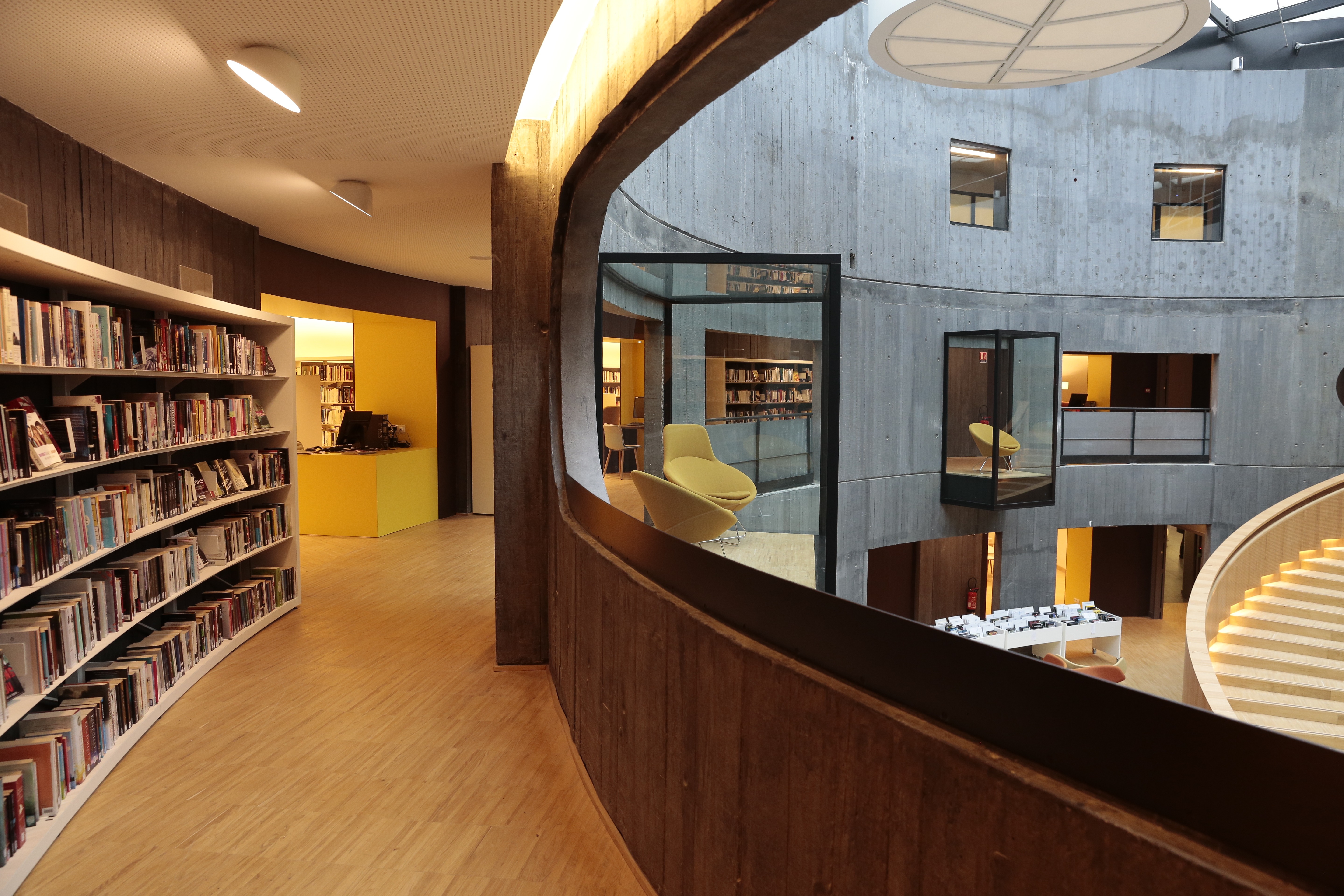
Coursive du premier étage du Petit Volcan

## Équipements

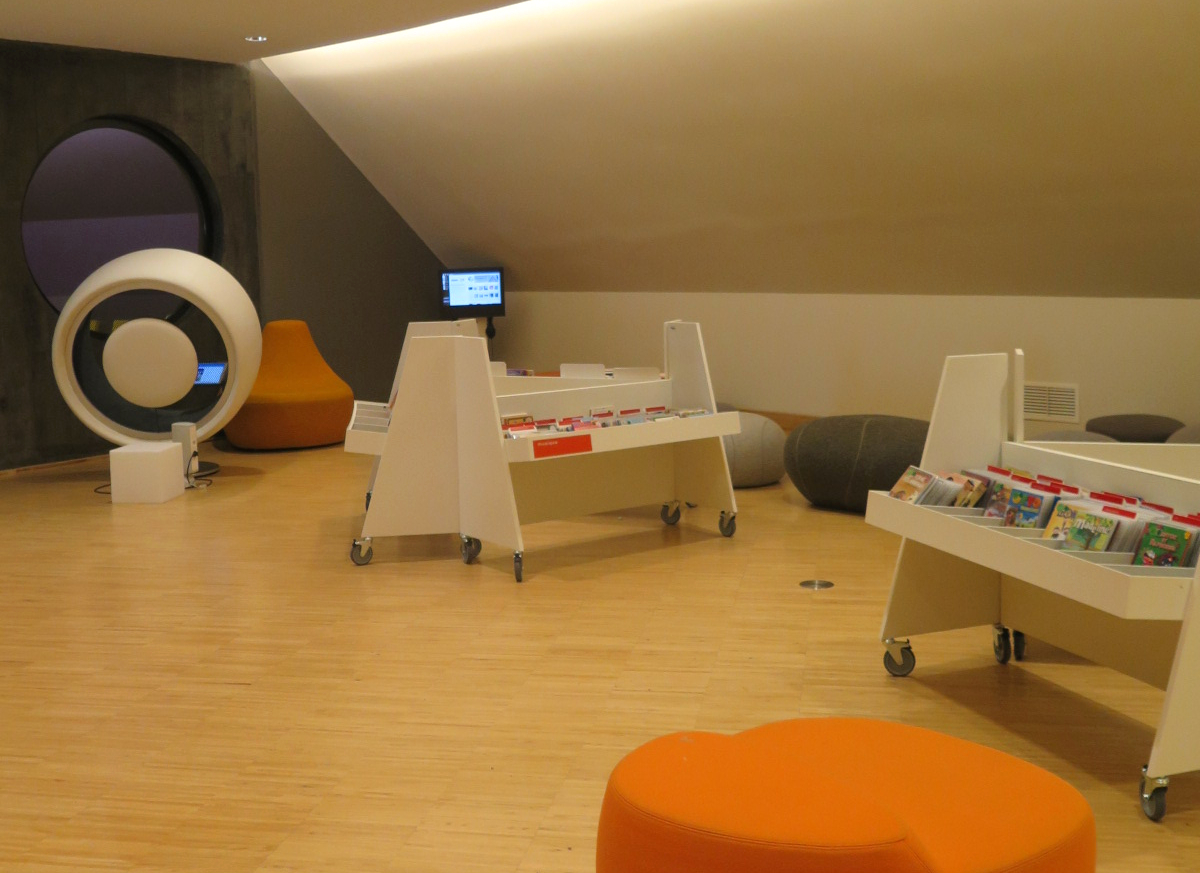
Au fond à gauche, une borne d'écoute Sonic Chair. Au milieu, une borne Doob d'écoute et de visionnage.

La bibliothèque Oscar Niemeyer est équipée de 600 places de consultation et de 125 postes informatiques, dont 50 tablettes tactiles.
Elle est également dotée d’une connexion wifi en libre accès et met à disposition des visiteurs de nombreuses prises électriques individuelles.
Elle possède également 3 bornes d’écoute musicale sonic chairs, 8 bornes d’écoute et de visionnage, ainsi que des écrans équipés de lecteurs DVD et Blu-ray. Deux salons sont par ailleurs spécialement destinés à la diffusion d’œuvres musicales et cinématographiques.
La bibliothèque met à disposition des usagers une boîte pour le retour automatique des documents, accessible 7j/7, 24h/24.

## Collections

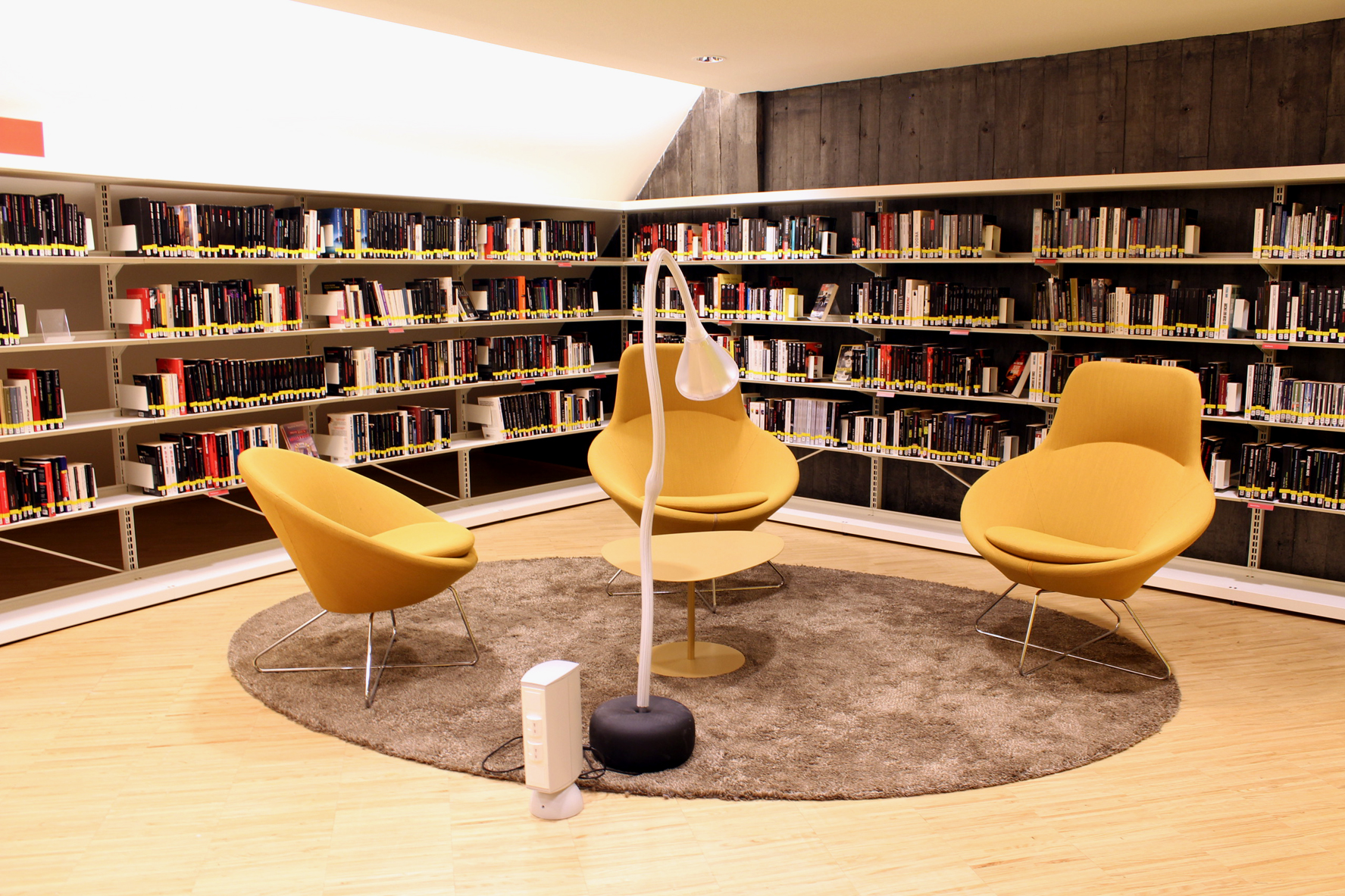
Section romans policiers du premier étage

En 2018, la bibliothèque Oscar Niemeyer met à disposition des usagers un fonds de 116 000 documents, organisé en « pôles » : 
- Biographies et témoignages
- Loisirs-Vie pratique
- Emploi-Formation
- Pensée et société
- Le monde, hier et aujourd’hui
- Nature-Sciences et techniques
- Arts et musique
- Romans et littératures
- Bandes dessinées, comics et mangas
- Enfance : fiction et documentaires pour les enfants de 4 à 11 ans
- Petite enfance et parentalité : fiction et documentaires pour les enfants de 0 à 4 ans, ainsi qu’une offre documentaire concernant la parentalité pour des parents et professionnels de la petite enfance.

## Fonctionnement
La bibliothèque Oscar Niemeyer est ouverte du mardi au dimanche, de 10h à 19h, hors vacances scolaires. L’ouverture partielle de 10h à 11h et de 18h à 19h restreint l’accès aux espaces d’accueil, café, presse, emploi-formation, biographies et témoignages, loisirs et vie pratique, ainsi qu’aux salles de travail et d’animation. Durant les vacances scolaires, la bibliothèque ouvre en totalité du mardi au samedi, de 10h à 17h.
L’inscription à la bibliothèque est gratuite, elle donne accès à tous les services et toutes les bibliothèques et relais lecture du réseau. 

## Dans la culture
La bibliothèque Oscar Niemeyer apparaît dans le clip de la chanson California du groupe Encore !, ainsi que dans la série télévisée Maman a tort, diffusée sur France 2 en 2018. L'intérieur de la bibliothèque est également visible sur la pochette de l'album Toï Toï de la chanteuse Suzane,.